# Freeway 9 (Iran)

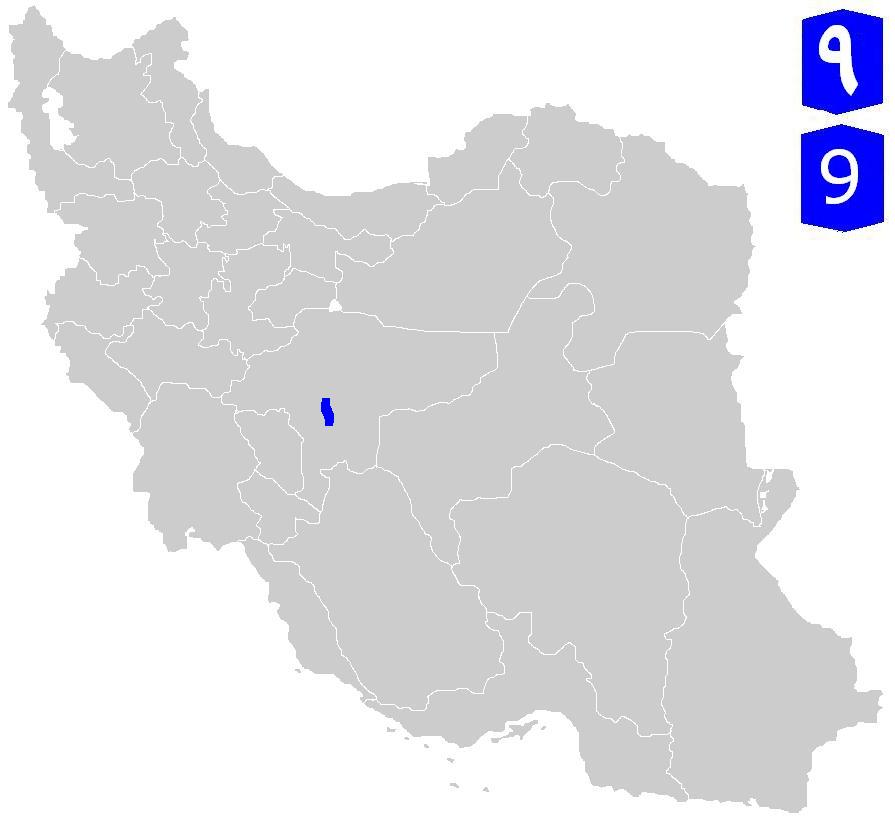

De Freeway 9 (Farsi: 9 آزادراه) of Mo'allem Freeway is een autosnelweg in Iran. De snelweg is 32 kilometer lang en verbindt Isfahan met weg 65.
Freeway 1 ·
Freeway 2 ·
Freeway 3 ·
Freeway 5 ·
Freeway 6 ·
Freeway 7 ·
Freeway 9 ·
Freeway 16 ·
Freeway 51